# Jeremias Degen
Jeremias Degen (* 4. Februar 1994) ist ein Schweizer Unihockeytrainer.

## Trainerkarriere
Der Baselbieter startete mit 20 Jahren seine Trainerkarriere als Spielertrainer des Unihockey-Vereins Waldenburger Eagles. Er durchlief diverse Juniorenstufen in verschiedenen Breitensportvereinen der Region Nordwestschweiz. Im Jahr 2018 zog es ihn zum Leistungssportverein Unihockey Basel Regio, wo er heute noch tätig ist. Aktuell ist er als Statistiker/Analyst bei der NLA-Mannschaft tätig.

### Ausbildung
Degen absolvierte die gesamte J&S-Unihockey-Ausbildung. Im Anschluss daran legte er im Jahr 2022 den Abschluss zum «Trainer Leistungssport Swiss Olympic» und «Trainer Leistungssport mit eidgenössischem Fachausweis» ab.

## Podcaster
Zusammen mit Trainerkollege Yannick Rubini startete Degen zur Coronazeit einen Podcast für Unihockeytrainer unter dem Namen «Unihockeycoach.ch». Dieser ist bis heute der einzige Podcast für Unihockeytrainer im deutschsprachigen Raum.